# Stad onder zee
Stad onder zee is het zesde verhaal uit de reeks Dag en Heidi.  Het verhaal verscheen integraal in weekblad Ohee nummer 298 op 28 december 1968. Het werd eveneens in kleur uitgegeven in het derde Familiestripboek Suske en Wiske in 1989.

## Personages
- Dag
- Heidi
- Inga
- Kimba
- de koning
- de raadsheer
- Bonko

## Verhaal
Het is al avond wanneer een vreemdeling aanklopt bij het huis van kapitein Sven. Als Dag opendoet, verzoekt de vreemdeling om een tang om een herstelling aan zijn voertuig, dat hij de boorkabien noemt, te kunnen doen. Dag leidt hem naar het tuinhuis. Ook Heidi en Inga komen een kijkje nemen. De vreemdeling heet Kimba en vertelt dat hij in een onderaardse stad woont. Met zijn boorkabien kan hij zich door het aardoppervlak heen verplaatsen. Hij stelt de kinderen voor om de stad te bezoeken, waarin ze toestemmen.
De boorkabien kan ook als duikboot fungeren en via de zee bereikt het gezelschap de geboortestad van Kimba. De ontvangst is niet echt hartelijk. De raadsheer van de koning waarschuwt Kimba dat zijn vader (de koning) niet blij zal zijn met een bezoek van mensen. Kimba probeert het uit te leggen aan zijn vader en hoewel die de kinderen vijandig is gezind, staat hij hen toch toe om in het paleis te verblijven. De kinderen besluiten om het raadsel op te lossen waarom de vorst de mensen zo haat.
Hierdoor komt Dag in de problemen. Hij wordt gevangen genomen door de raadsheer en een handlanger die bepaalde plannen die de vorst in zijn bezit heeft te bemachtigen. Als Heidi en Inga op zoek gaan naar Dag helpen ze een oud vrouwtje die hen als dank elk een bolletje van stevige metaaldraad (hetgeen later nog een enorme hulp zal blijken te zijn). Dag wordt bevrijd door Kimba die eveneens gevangen zat in dezelfde cel in een grot. Dag voelt echter dat er iets niet klopt met Kimba omdat die de avond van zijn ontvoering bij zijn bed had gestaan en plots over de geheime plannen te spreken tegen zijn vader. Dit maakt de vorst zeer ontsteld.
Dag hoort die nacht Kimba en de raadsheer met elkaar spreken. Kimba wil de plannen bemachtigen die vertellen uit welk metaal de boorkabien wordt gemaakt. Hij wil deze verkopen aan de aardbewoners om wraak te kunnen nemen. Dag wil dit verhinderen en hen volgen. Hij komt echter terecht in de kamer van de vorst. Kimba en de raadsheer weten de vorst te overtuigen dat Dag de plannen wilde stelen. Dag wordt opnieuw gevangen gezet. De koning wil ook Heidi en Inga gevangen laten nemen. De meisjes worden echter door een dame geholpen om ongemerkt uit het paleis te komen. Ondertussen krijgt Dag van een bewaker de ware toedracht te horen over het dubbelspel van Kimba. De koning had namelijk nog een andere zoon Bonko die als twee druppels lijkt op Kimba. Bonko werd verbannen omdat hij de plannen wilde verkopen aan twee aardbewoners die de stad onder zee hadden bezocht. De aardbewoners hadden vooral interesse in een grote diamantrots die toegang gaf tot een mijn. De rots bevindt zich echter op een moeilijk te bereiken plaats omdat er dan een diepe kloof moet worden overschreden via een houten brug. De persoon die Dag, Heidi en Inga wilde kwaad berokkenen was dus Bonko en niet Kimba. Kimba zelf zat opgesloten in de gewelven des doods.
Een spannende eindstrijd volgt waarbij Bonko Dag wil ombrengen door hem van de brug over de kloof te duwen. Dit mislukt en door een aardschok breekt de brug waarbij Bonko zelf in een levensbedreigende situatie terecht komt. De raadsheer die berouw had gekregen, bevrijdt Kimba. Ze vinden Heidi en Inga en gaan op zoek naar Dag en Bonko. Dankzij de metaaldraad van Inga en Heidi kan Bonko worden gered. Bonko toont berouw voor zijn slechte daden. De koning vergeeft zowel Bonko als zijn raadsheer. Dankzij Kimba komen de kinderen weer veilig thuis.